# Eometra
Eometra is een geslacht van haarsterren uit de familie Antedonidae.

## Soorten
- Eometra antarctica (A.H. Clark, 1915)
- Eometra weddelli John, 1939